# حاتم بن هرثمة بن النضر
حاتم بن هرثمة بن النضر هو والي مصر العباسي سنة 234 هـ.
حاتم هو ابن هرثمة بن النضر الذي عين واليًا لمصر 6 رجب 233 هـ. عندما مرض هرثمة في 234 هـ، استخلف ابنه حاتمًا على مصر، وبعد وفاة هرثمة ولى حاتم مصر من قبل إيتاخ الخزري عَلَى صلاتها فجعل عَلَى شُرَطه محمد بْن سُويد، فولِيَها حاتم بْن هَرْثَمة إلى يوم الجمعة 6 رمضان سنة 234 هـ، ولِيَها شهرًا واحدًا. ثم عُزل واستُبدل بعلي بن يحيى الأرمني.